# اک-سو، لیلک
اک-سو (به لاتین: Ak-Suu) یک منطقهٔ مسکونی در قرقیزستان است که در استان بادکند واقع شده‌است.

## خصوصیات
اک-سو ۳٬۱۱۴ نفر جمعیت دارد و ۹۴۰ متر بالاتر از سطح دریا واقع شده‌است.